# Réservoir Plover Cove
Le réservoir Plover Cove (en chinois : 船灣淡水湖) est un réservoir d'eau situé à Hong Kong dans le nord-est des Nouveaux Territoires. Il a ouvert en 1973. Il contient 230 millions de m³. C'est le premier barrage au monde à avoir créé un lac à partir d'un bras de mer, un réservoir côtier.